# Alta fidelidad (obra de teatro)
Alta fidelidad es una obra de teatro en dos actos y cuatro cuadros escrita por Edgar Neville y estrenada en 1957.

## Argumento
La obra desarrolla los avatares de la fortuna que hacen que Fernando, que era amo y señor, por causa de las deudas fiscales se convierta en criado y, a su vez, Timoteo, su ayuda de cámara, pase a la condición de amo. La novia del primero, Elvira, sin escrúpulos y por intereses puramente crematísticos, no duda en tornar su atención hacia Suárez, el funcionario de Hacienda.

## Representaciones destacadas
- Teatro María Guerrero, Madrid, 20 de diciembre de 1957.
  - Dirección: Claudio de la Torre.
  - Decorados: Emilio Burgos.
  - Intérpretes: Mari Carmen Díaz de Mendoza (Elvira), Rafael Alonso (Fernando) , Ángel Picazo (Timoteo), Javier de Loyola, Carlos Tejada, María Rus, Manuel Gil.

- Televisión española, Estudio 1, 1 de septiembre de 1975.
  - Dirección: Cayetano Luca de Tena.
  - Intérpretes: María Luisa Merlo (Elvira), Pedro Osinaga (Fernando), Pastor Serrador (Timoteo), Manuel Alexandre (Suárez), Jesús Enguita, Modesto Blanch.